# Thomas Ranken
Thomas „Ted“ Ranken (* 18. Mai 1875 in Edinburgh; † 27. April 1950 ebenda) war ein britischer Sportschütze aus Schottland.

## Erfolge
Thomas Ranken nahm an den Olympischen Spielen 1908 in London und 1924 in Paris teil. Mit dem Freien Gewehr belegte er den fünften Platz des Einzelwettkampfs über 1000 Yards. Auf den Laufenden Hirsch gewann er sowohl im Einzelschuss als auch im Doppelschuss die Silbermedaille. Im Einzelschuss blieb er nur einen Punkt hinter Olympiasieger Oscar Swahn, während er im Doppelschuss punktgleich mit Walter Winans den ersten Platz erreichte. Im darauffolgenden Stechen unterlag er Winans mit 41 zu 44 Punkten. In der Mannschaftskonkurrenz starteten im Einzelschuss lediglich zwei Mannschaften, Großbritannien und Schweden. Schweden setzte sich mit 86 zu 85 Punkten knapp durch, sodass Ranken, der mit 18 Punkten das schwächste Resultat der Briten erzielte, gemeinsam mit Charles Nix, William Ellicott und William Lane-Joynt die Silbermedaille erhielt. 1924 ging er nochmals im Einzel- und Doppelschuss des Laufenden Hirschs an den Start. In beiden Wettkämpfen kam er nicht über den jeweils 22. Platz hinaus.
Ranken diente in der British Army.